# Fecskekolibri
A fecskekolibri (Aglaiocercus kingii)  a madarak osztályának sarlósfecske-alakúak (Apodiformes)  rendjébe és a kolibrifélék (Trochilidae) családjába tartozó faj.

## Rendszerezése
A fajt René Primevère Lesson francia ornitológus írta le 1832-ben, a Trochilus nembe Trochilus kingi néven. Szerepelt Aglaiocercus kingi néven is.

## Alfajai
- Aglaiocercus kingii caudatus (Berlepsch, 1892)
- Aglaiocercus kingii emmae (Berlepsch, 1892)
- Aglaiocercus kingii kingii (Lesson, 1832)
- Aglaiocercus kingii margarethae (Heine, 1863)
- Aglaiocercus kingii mocoa (Delattre & Bourcier, 1846)
- Aglaiocercus kingii smaragdinus (Gould, 1846)[2]

## Előfordulása
Dél-Amerikában Bolívia, Kolumbia, Ecuador, Peru és Venezuela területén honos. Természetes élőhelyei a szubtrópusi és trópusi hegyi esőerdők, gyepek és nedves bokrosok.

## Megjelenése
Testhossza 10-19 centiméter, testtömege 4-6 gramm. A hímnek hosszú faroktollai vannak.
|  |  |

## Természetvédelmi helyzete
Az elterjedési területe rendkívül nagy, egyedszáma ugyan csökken, de még nem éri el a kritikus szintet. A Természetvédelmi Világszövetség Vörös listáján nem fenyegetett fajként szerepel.